# Поповка (Рамешковский район)
Поповка — деревня в Рамешковском районе Тверской области.

## География
Находится в восточной части Тверской области на расстоянии приблизительно 29 км на восток-юго-восток по прямой от районного центра поселка Рамешки.

## История
В 1709 году в пустоши Поповка Кириллова монастыря — 3 крестьянских двора (15 человек). В 1859 году в русской казенной деревне Поповка имелось 29 домов, в 1887 — 58. В советское время работали колхозы «Правда», «Путь к коммунизму» и «Путь вперед». В 2001 году в деревне 5 домов местных жителей и 11 домов — собственность наследников и дачников. До 2021 входила в сельское поселение Ильгощи Рамешковского района до их упразднения.

## Население
Численность населения: 272 человека (1859 год), 310 (1887), 37 (1989), 6 (русские 100 %) в 2002 году, 0 в 2010.